# Isserpent
Isserpent är en kommun i departementet Allier i regionen Auvergne-Rhône-Alpes i de centrala delarna av Frankrike. Kommunen ligger  i kantonen Lapalisse som ligger i arrondissementet Vichy. År 2022 hade Isserpent 560 invånare.

## Befolkningsutveckling
Antalet invånare i kommunen Isserpent
Referens: INSEE